# T-60
T-60 – radziecki lekki czołg rozpoznawczy z okresu II wojny światowej.

## Historia
Na początku 1941 zespół konstruktorów radzieckich pod kierownictwem inż. Nikołaja Astrowa opracował nowy lekki czołg rozpoznawczy dla Armii Czerwonej. W połowie 1941 roku rozpoczęto jego seryjną produkcję w zakładach w Moskwie. Pierwszy seryjny egzemplarz wyjechał z hal produkcyjnych w dniu 15 września 1941 roku.
Czołg T-60 był produkowany w latach 1941–1943 w kilku zakładach na terenie ZSRR, ogółem wyprodukowano ok. 6300 czołgów wszystkich wersji. Na bazie tego czołgu budowano również inne pojazdy pancerne.

## Produkowane wersje i inne pojazdy budowane na bazie tego czołgu
- T-60 – czołg wyposażony w silnik GAZ 202 o mocy 70 KM
- T-60A – czołg wyposażony w silnik GAZ 203 o mocy 85 KM (produkowany od 1942 roku)
- T-60-2 – czołg wyposażony w działko przeciwpancerne ZIS 193M kal. 45 mm
- OSA-76 – prototyp czołgu wyposażony w armatę kal. 76,2 mm
- OSA-57 – prototyp czołgu wyposażony w armatę przeciwpancerną ZIS-2 kal. 57 mm
- OSA-23 – prototyp czołgu wyposażony w działko przeciwpancerne kal. 23 mm
- OSA-12 – prototyp czołgu wyposażony w przeciwpancerny karabin maszynowy kal. 12,7 mm
- BM-8-24 – wyrzutnia niekierowanych pocisków rakietowych RS-82 kal. 82 mm o 24 prowadnicach zamontowana na podwoziu czołgu T-60 (produkowana od września 1942 roku)
- TACAM – rumuńskie działo samobieżne z armatą F-22 kal. 76,2 mm, wyprodukowane na podwoziach odkupionych od Niemców.
- A-40 KT – lekki czołg przystosowany do lotów jako szybowiec (z doczepionymi skrzydłami i sterami).

## Użycie bojowe
Czołgi T-60, po uruchomieniu produkcji seryjnej, zostały wprowadzone do jednostek pancernych Armii Czerwonej. Początkowo tworzono z nich samodzielne bataliony czołgów oraz bataliony niektórych brygad pancernych. Ich głównym zadaniem było prowadzenie działań rozpoznawczych. Z czasem zaczęto z nich tworzyć nawet tzw. lekkie brygady pancerne. Z uwagi na braki w uzbrojeniu pancernym, szczególnie w pierwszym okresie walk, używano ich również do wsparcia piechoty. Ponosiły przy tym ogromne straty z uwagi na słabe opancerzenie i uzbrojenie. Po wprowadzeniu do wyposażenia nowszych czołgów zostały one wycofane z użycia w jednostkach bojowych i przekazane do jednostek szkolnych.

### Służba w Wojsku Polskim
Na tego typu czołgach szkolili się polscy czołgiści w radzieckich szkołach wojskowych. Czołgi T-60 były również na wyposażeniu Centrum Wyszkolenia Armii w Riazaniu. Po przeniesieniu centrum do Polski, do Rembertowa, przybyły tam również 13 stycznia 1945 3 czołgi T-60 noszące numery fabryczne 4671, 4935 oraz 4964. Zostały one przekazane Oficerskiej Szkole Czołgów funkcjonującej do kwietnia 1945 w Chełmie, przeniesionej do Modlina i przemianowanej na Oficerską Szkołę Broni Pancernej, gdzie były używane do końca 1945. Dalszy ich los w późniejszych latach nie jest znany.

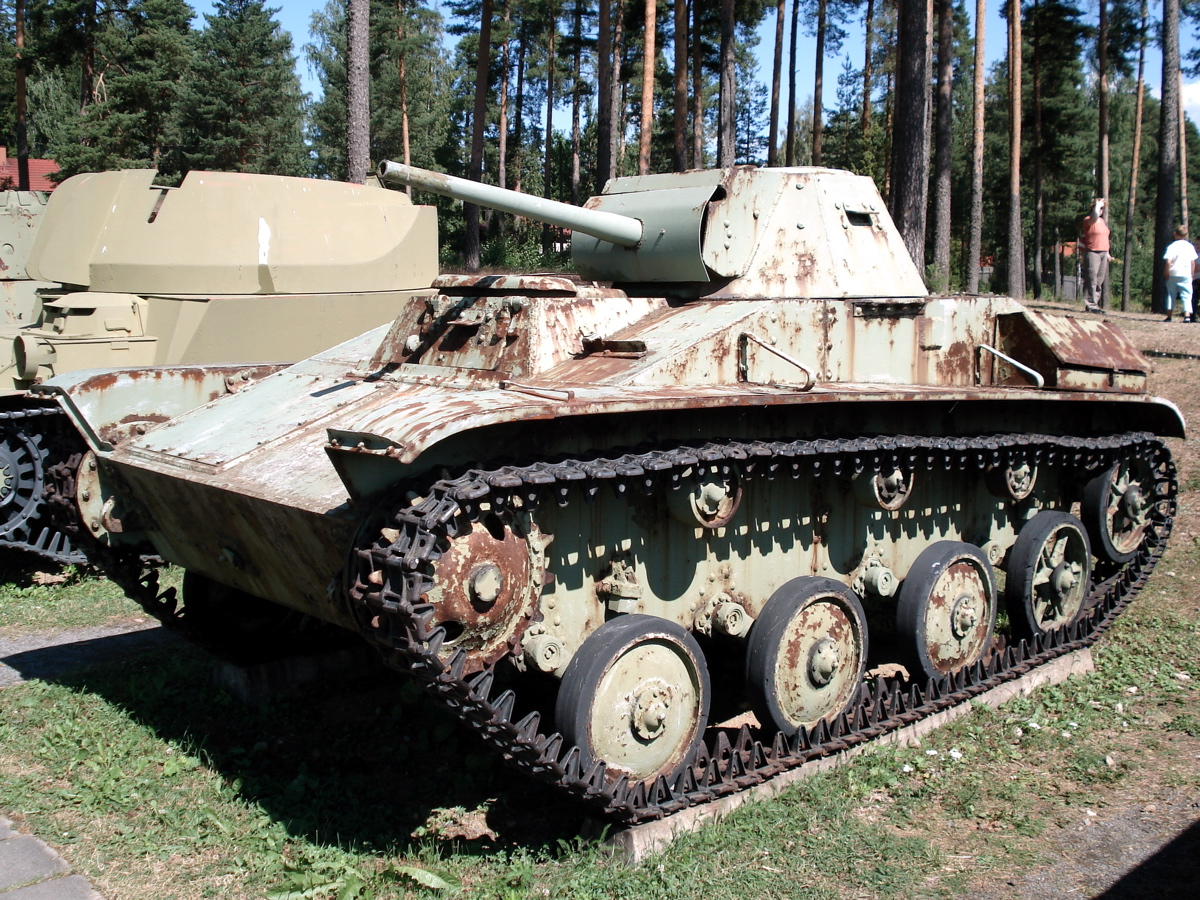
T-60 w fińskim Muzeum Czołgów w Parola, z nietypową armatą